# 香山大悲观音菩萨传碑
香山大悲观音菩萨传碑，是位于河南省宝丰县香山寺观音大士塔下券洞内的一座石碑，碑高2.22米，宽1.46米，碑文49行，楷书，蒋之奇撰文，蔡京书单，宋元符三年（1100年）九月朔书，内容主要描述大悲观音菩萨得道正果的神话故事。此碑于1957年被确定为省级文物保护单位。是宝丰香山寺现存珍贵文物之一，在国内外佛学界有较大影响。1976年，赢英国牛津大学特邀展出该碑拓片。